# ریبرا باخا/اریبرا بیتیا

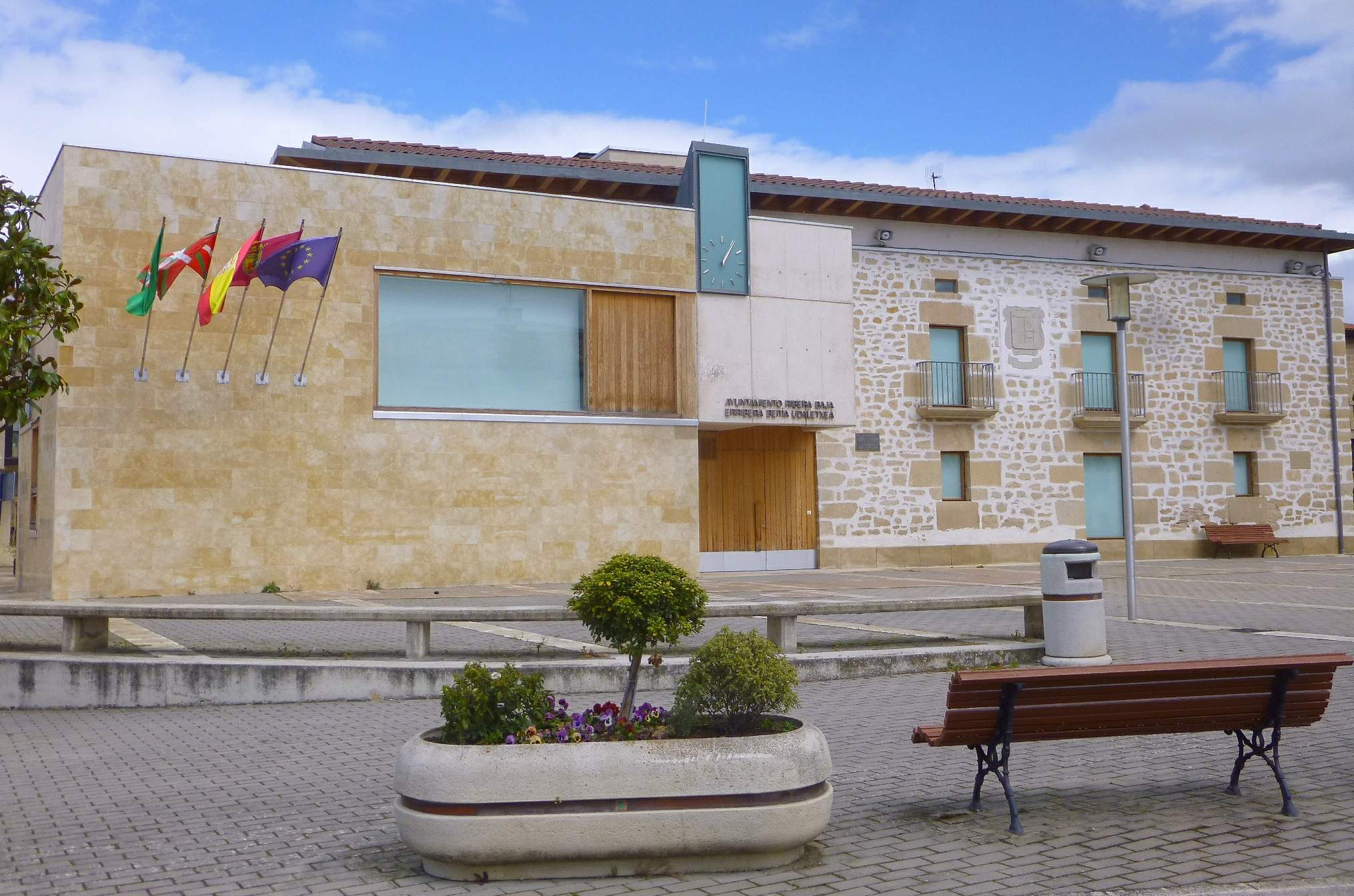
ساختمان تالار شهر ریبرا باجا در ریوابلوسا (آلابا) - ۲۰۱۷

ریبرا باخا/اریبرا بیتیا دهستانی در استان آلابای اسپانیا است.
در این دهستان ۱۰۹۸ نفر زندگی می‌کنند. مساحت این دهستان ۲۷,۸۵ کیلومتر مربع است.

## مراجع
- نام، جمعیت و مساحت از درگاه ملی آمار (اسپانیا) گرفته شده است.